# Ribackens stugby
Ribackens stugby är ett fritidshusområde strax söder om Malmsjö gård i Botkyrka kommun. Området omfattade 2010 115 fritidshus över 13 hektar. SCB har avgränsat ett fritidshusområde här sedan år 2005.